# 人生最後のアイ・ラブ・ユー
『人生最後のアイ・ラブ・ユー』（じんせいさいごのアイラブユー）は、2019年12月2日から2020年5月31日までRKB毎日放送（RKBラジオ）で放送されていた朝の番組である。

## 番組概要
"あなたの心の中で生きている大切な人"に対する感謝の言葉を、中嶋のナレーションにより届ける番組。

## 放送時間
- 月曜日 - 金曜日 5:15 - 5:20（JST。2019年12月2日 - 2020年5月31日）

## パーソナリティ
- 中嶋順子

## スポンサー
- 西日本典礼